# Cinema Bizarre
A Cinema Bizarre egy öttagú, glam pop/rockot játszó német együttes Berlinből. Két albumuk a Final Attraction és a ToyZ. 2010 januárjában bejelentették, hogy meghatározatlan időre szünetet tartanak.

## Az együttes története
Alapító tagjai, Strify, Kiro, és Yu egy internetes manga és anime fórumon ismerkedtek meg még 2005-ben, és még az évben nekiláttak a Cinema Bizarre létrehozásának előkészületeihez. A csapat csak egy évvel később lett teljes Shinnel és Luminorral kiegészülve, akikkel szintén az interneten sikerült ismeretséget teremteni. Pár hónappal később az újságok már az új klipjükről és a tinik körében meglepően gyorsan kialakult sikereikről cikkeztek, ezzel országszerte ismertté téve az öt berlini fiút.
Innentől kezdve nem volt megállás, azóta a Cinema Bizarre is az egyik legjobb zenei kiadóval, az Universallal áll szerződésben, mint a németek másik nagy kedvence, a Tokio Hotel.
2007. szeptember 14-én debütált első videóklipjük Lovesongs (They kill me) címmel, amely a német zenei toplistákon a 9. helyen nyitott, majd több mint hét héten keresztül szerepelt a Top 50 palettáján. Albumuk (The Final Attraction), mely 2007 októberében jelent meg, hasonlóan a zenei rangsorok 9. helyén tűnt fel először az összesített német album-toplistán, habár mindössze egy hétig szerepelt az első 50 album között.

## Diszkográfia

### Albumok
| ÉV   | CÍM | Lista helyezések | Lista helyezések | Lista helyezések | Lista helyezések | Lista helyezések | Lista helyezések | Eladások (eladások száma)                             |
| ÉV   | CÍM | GER              | AUT              | FRA              | IT               | US               | NET              | Eladások (eladások száma)                             |
| ---- | --- | ---------------- | ---------------- | ---------------- | ---------------- | ---------------- | ---------------- | ----------------------------------------------------- |
| 2007 | Final Attraction - Debütáló stúdióalbum - Kiadás éve : 2007.10.12 - Kiadó: Island Records                               | 9                | 28               | 24               | 48               | -                | -                | - Orosz helyezés: Aranylemez - Eladási arány: 100,000 |
| 2009 | ToyZ - Második stúdióalbum - Kiadás éve: 2009.08.21 - Kiadó: Island Records                                             | 24               | 44               | 54               | 31               | -                | 94               |                                                       |
| 2009 | BANG! (Csak Usa-ban és Kanadában kiadva) - Debütáló amerikai album - Kiadás éve: 2009.08.25 - Kiadó: Cherrytree Records | -                | -                | -                | -                | -                | -                |                                                       |

### Dalok
| ÉV   | CÍM                        | Listás helyezések | Listás helyezések | Listás helyezések | Listás helyezések | ALBUM            |
| ÉV   | CÍM                        | GER               | AUT               | FRA               | EU                | ALBUM            |
| ---- | -------------------------- | ----------------- | ----------------- | ----------------- | ----------------- | ---------------- |
| 2007 | "Lovesongs (They Kill Me)" | 9                 | 32                | 28                | 35                | Final Attraction |
| 2007 | "Escape to the Stars"      | 36                | 61                | -                 | -                 | Final Attraction |
| 2008 | "Forever or Never"         | 44                | 71                | -                 | -                 | Final Attraction |
| 2009 | "I Came 2 Party"           | 32                | 71                | -                 | -                 | ToyZ and BANG!   |
| 2009 | My Obsession               | 32                | 71                | 04                | -                 | ToyZ and BANG!   |

## Díjak
- EBBA Best New German Band-(2009)
- Bavarian Music Awards-Best New Band-(2009)
- New Faces Awards-Best New Face-(2009)

## Tagok

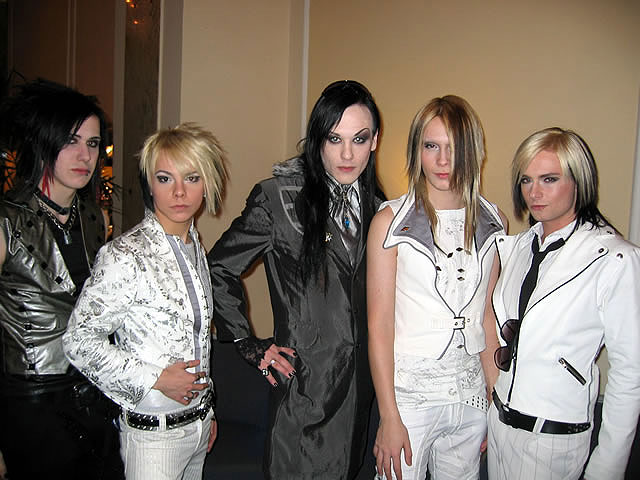
Cinema Bizarre, balról jobbra: Yu, Kiro, Luminor, Shin, Strify.

- Strify (Andreas Hudec) (született: 1988.08.20.) – ének
- Kiro (Carsten Schafer) (született: 1988.01.11.) – basszusgitár
- Yu (Hannes De Buhr) (született: 1988.12.29.) – gitár
- Shin (Marcel Gothow) (született:1989.12.19.) – dob
- Luminor  Lars Falkowsky (2005-2008) (született:1985.03.22) – szintetizátor, háttérvokál
- Romeo (2008-) szintetizátor